# Seututie 344
Pour les articles homonymes, voir Route 344.
La route régionale 344 (finnois : Seututie 344) est une route régionale allant de Vilppula à Mänttä-Vilppula jusqu'à Ruhala à Ruovesi en Finlande,,.

## Présentation
La seututie 344 est une route régionale de Pirkanmaa.